# Медовиков, Никита Петрович
Медовиков Никита Петрович (29 апреля 1918 — 19 апреля 1982, Ленинград, СССР) — российский советский живописец и педагог, член Ленинградского Союза художников.

## Биография
Медовиков Никита Петрович родился 29 апреля 1918 года. В 1937 поступил на живописный факультет Ленинградского института живописи, скульптуры и архитектуры при ВАХ. Участник Великой Отечественной войны. Был тяжело ранен, потерял ногу, получив разрывную пулю в колено. После всю жизнь ходил на протезе. Демобилизовался по ранению. 
В 1950 окончил институт по мастерской В. М. Орешникова с присвоением квалификации художника живописи. Дипломная работа — картина «Нахимов при Синопе».
Участвовал в выставках с 1950 года, экспонируя свои работы вместе с произведениями ведущих мастеров изобразительного искусства Ленинграда. В том же году был принят в члены Ленинградского Союза художников. Писал жанровые картины, пейзажи, портреты, занимался монументальной живописью. Преподавал в Ленинградском институте живописи, скульптуры и архитектуры на кафедре живописи, доцент. Автор работ «На Белой» (1957), «Великий Устюг. Белая ночь», «Ладога. Берег с цветами», «Серый день на Ладоге» (все 1958), «Набережная Невы», «Аллея в Новой Деревне», «Ладожский фиорд. Пейзаж» (все 1960), «Юность», «Васильевский остров. Зима» (обе 1961), «Тоня», «Утро. Река Свирь» (обе 1962), «Дима», «Ленинград. Осень», «Река Сухонь» (все 1964), «Яхтсмены» (1966), «Лето» (1968), «Автопортрет», «К жизни» (обе 1980).
Скончался 19 апреля 1982 года в Ленинграде на 64-м году жизни. 
Произведения Н. П. Медовикова находятся в музеях и частных собраниях России, Украины, Японии, Германии, Франции.

## Выставки
- 1957 год (Ленинград): 1917 - 1957. Выставка произведений ленинградских художников.
- 1958 год (Ленинград): Осенняя выставка произведений ленинградских художников.
- 1960 год (Ленинград): Выставка произведений ленинградских художников 1960 года.
- 1960 год (Ленинград): Выставка произведений ленинградских художников.
- 1961 год (Ленинград): «Выставка произведений ленинградских художников» открылась в залах Государственного Русского музея .
- 1962 год (Ленинград): "Осенняя выставка произведений ленинградских художников".
- 1965 год (Ленинград): Весенняя выставка произведений ленинградских художников.
- 1968 год (Ленинград): Осенняя выставка произведений ленинградских художников.
- 1976 год (Москва): Изобразительное искусство Ленинграда.
- 1980 год (Ленинград): Зональная выставка произведений ленинградских художников.